# Desa Sambiroto (administrativ by i Indonesien, Jawa Tengah, lat -6,91, long 110,75)
Desa Sambiroto är en administrativ by i Indonesien.   Den ligger i provinsen Jawa Tengah, i den västra delen av landet, 400 km öster om huvudstaden Jakarta.